# Cleo Kretschmer
Cleo Kretschmer (* 11. Februar 1951 in Thalberg, einem Ortsteil von Wegscheid; gebürtig Ingeborg Maria Kretschmer) ist eine deutsche Schauspielerin, Drehbuch- und Romanautorin.

## Leben
Kretschmer, die Tochter eines Grenzpolizisten, lebte ab ihrem elften Lebensjahr in München. Nach der Schule absolvierte sie eine Lehre als Drogistin, war dann Sekretärin, Barfrau und schließlich Verkäuferin in einer Boutique. Nach einem Auftritt im fünften Teil der Sexfilmreihe Schulmädchen-Report wurde sie von Klaus Lemke, einem Regisseur aus der Bewegung des Neuen Deutschen Films, entdeckt. Die beiden wurden ein Liebespaar.
Der Durchbruch als Schauspielerin gelang Kretschmer 1975 in der Fernsehkomödie Idole, bei der sie auch am Drehbuch mitarbeitete. In den Jahren 1976 bis 1981 und nochmals 1995 machte Lemke sie zur Hauptdarstellerin (meist an der Seite von Wolfgang Fierek) seiner skurrilen Komödien, in denen die Schauspieler ihre Dialoge frei improvisierten. Für ihre schauspielerische Leistung in Amore erhielt Kretschmer 1978 den Fernsehfilmpreis der Deutschen Akademie der Darstellenden Künste.
1984 veröffentlichte sie ihren ersten Roman, Herzschmerz, dem weitere Bücher folgten. Cleo Kretschmer war in den 1980er Jahren, als sie teils in München, teils auf Ibiza lebte, ein bekanntes Mitglied der Münchener Schickeria. 1990 kandidierte sie erfolglos für den Münchener Stadtrat. 1998 erlitt sie eine Gehirnblutung, von der sie sich nur langsam erholte. 2004 feierte sie mit Samba Bavaria ein Comeback als Schauspielerin. 2005 wirkte sie in der Operette Phoenix – wem gehört das Licht von Studio Braun am Deutschen Schauspielhaus in Hamburg mit.
Sie ist offizielle Schirmherrin des Bayerischen Landesverbandes für die Rehabilitation der Aphasiker e. V. Zudem ist sie Mentorin von LILALU e. V. Cleo Kretschmer lebt seit 1999 in Dorfen in Oberbayern.

## Romane
- 1984: Herzschmerz (Bayreuth, Hestia)
- 1986: Amore (München, Droemersche Verlagsanstalt Knaur)
- 1986: Moviestar (Bayreuth, Hestia)
- 1987: Arabische Nächte (Droemer Knaur)
- 1989: Fortuna und der letzte Playboy (München, Heyne)
- 1990: Idole (Droemer Knaur)
- 2006: Sehnsuchtskarussell (München, Heyne)
- 2016: Liebe auf samtenen Pfötchen (BOD/Bestseller)

## Filmografie
- 1973: Schulmädchen-Report. 5. Teil: Was Eltern wirklich wissen sollten
- 1973: Sylvie (TV)
- 1975: Idole (TV)
- 1977: Die Sweethearts (TV), Regie: Klaus Lemke
- 1977: Moto-Cross (TV), Regie: Klaus Lemke
- 1978: Amore (TV)
- 1979: Ein komischer Heiliger, Regie: Klaus Lemke
- 1979: Der Allerletzte (TV), Regie: Klaus Lemke
- 1979: Arabische Nächte
- 1980: Flitterwochen, Regie: Klaus Lemke
- 1981: Wie die Weltmeister, Regie: Klaus Lemke
- 1983: Peppermint Frieden
- 1983: Monaco Franze – Der ewige Stenz (TV-Serie, eine Folge)
- 1984: Der Mann, der keine Autos mochte (TV-Serie)
- 1984: Im Himmel ist die Hölle los
- 1987: Hans im Glück (TV-Serie)
- 1987: Die Hausmeisterin (TV-Serie)
- 1991: Niklaus und Sammy
- 1991: Ein Schloß am Wörthersee (TV-Serie, eine Folge)
- 1991: Sisi und der Kaiserkuß
- 1995: Das Flittchen und der Totengräber, Regie: Klaus Lemke
- 1996: Kino im Kopf
- 1997: Dazlak
- 1998: Die unerwünschte Zeugin (TV)
- 2001: Dich schickt der Himmel (TV)
- 2002, 2003: Edel & Starck (TV-Serie, zwei Folgen)
- 2002: St. Angela (TV-Serie, eine Folge)
- 2002: Die Katze von Altona
- 2003: Wilde Jungs (TV)
- 2004: Samba Bavaria
- 2005: SOKO 5113 (TV-Serie, eine Folge)
- 2006: Zwei Herzen und zwölf Pfoten (TV)
- 2011: Familie macht glücklich (TV)
- 2011: Eine ganz heiße Nummer
- 2012: Tatort: Ein neues Leben
- 2015: Mein vergessenes Leben (TV)
- 2022: Champagner für die Augen – Gift für den Rest, Regie: Klaus Lemke (Doku erinnert an das Lebensgefühl der 70-Jahre)[5]